# Liste des révoltes grecques dans l'Empire ottoman
Plusieurs révoltes nationalistes ont éclaté dans les territoires grecs occupés par l'Empire ottoman entre le XVIIe et le XXe siècle. Cette page en dresse une liste partielle.

## Grèce en général
- Révolution d'Orloff (1769-1771)
- Guerre d'indépendance grecque (1821-1830)

## Crète
- Révolte crétoise de 1841
- Révolte crétoise de 1858
- Révolte crétoise de 1878
- Révolte crétoise de 1866-1869
- Révolte crétoise de 1888-1889
- Révolte crétoise de 1897-1898
- Révolte de Therissos (1905)

## Épire
- Révolte de Denys le Philosophe (en) à Ioannina (1611)
- Révolte épirote de 1854
- Révolte épirote de 1878
- Révolte d'Himara (en) (1912)

## Macédoine
- Guérilla des Makedonomachoi dans la lutte pour la Macédoine (1904-1908)

## Thessalie
- Révolte thessalienne de 1600 (en)
- Révolte thessalienne de 1854
- Révolte thessalienne de 1878